# Chandragadhi
Chandragadhi (népalais : चन्द्रगढी) est une ville du Népal située dans la zone de Mechi et chef-lieu du district de Jhapa. Au recensement de 2011, la ville comptait 18 949 habitants.